# Gambria nigripennis
Gambria nigripennis är en skalbaggsart som först beskrevs av Louis Alexandre Auguste Chevrolat 1862.  Gambria nigripennis ingår i släktet Gambria och familjen långhorningar.
Artens utbredningsområde är Paraguay. Inga underarter finns listade i Catalogue of Life.